# Limitations de vitesse au Portugal
 (décembre 2024).
Si vous disposez d'ouvrages ou d'articles de référence ou si vous connaissez des sites web de qualité traitant du thème abordé ici, merci de compléter l'article en donnant les références utiles à sa vérifiabilité et en les liant à la section « Notes et références ».

Panneaux de limitations de vitesse au Portugal.

Au Portugal (abréviation officielle: P), les limitations de vitesse en vigueur sont les suivantes :
- Ville : 50 km/h
- Hors agglomération : 90 km/h
- Voies rapides : 100 km/h
- Autoroutes : 120 km/h

## Autres règles
- Sur la route IP5, l'allumage des feux de croisement est obligatoire 24h/24 ;
- Alcoolémie maximale autorisée au volant : 0,5 g/L d'alcool dans le sang.